# 五指山山脈
五指山山脈是台灣加里山山脈一條支脈，一般通稱五指山列，或五指山系，主要為東北東－西南西走向，東起基隆海岸，西至台北圓山一帶沒入基隆河，大約是新生高架橋、中山北路交會一帶。全長約25公里，東寬西狹，最寬有8.5公里，呈一楔形之山脈。

## 範圍
五指山山脈東起基隆海岸，西至台北圓山一帶沒入基隆河，大約是新生高架橋、中山北路交會一帶。全長約25公里，東寬西狹，最寬有8.5公里。山脈之北緣有崁腳斷層，北坡呈狹小之陡崖，南坡呈寬闊之緩坡。

## 地質
本區地質主要有五指山層及大寮層，五指山層形成於新生代漸新世，為大台北地區古老之地層，其主要岩性特徵為含有煤層的白砂岩夾灰黑色頁岩，且砂岩與頁岩之硬度懸殊，故層階地形發達。大寮層則於新生代中新世形成，主要為厚層細粒砂岩、頁岩及砂頁岩互層。崁腳斷層通過兩層之間，五指山層位於上盤，大寮層位於下盤。

## 小百岳列表
五指山山脈地勢較低，且鄰近都市地區的優勢，成為許多居民假日休閒踏青的場所，其中三座山被選為2006年版的小百岳。
- 大武崙山（231公尺）
- 大崙頭山（478公尺）
- 劍潭山（153公尺）

## 主稜線山峰列表
以下由東向西，列出主稜線上主要山峰：
- 瑪鎖山（235公尺）
- 三界山（362公尺）
- 開眼尖山（410公尺）
- 七分寮山（467公尺）
- 友納山（烏塗山，624公尺）
- 五指山（車坪寮山，699公尺，五指山山脈最高峰）
- 梅花山（640公尺）
- 碧山（517公尺）
- 大崙頭山（478公尺）
- 大崙尾山（赤上天山，451公尺）
- 文間山（184公尺）
- 劍潭山（153公尺）